# Ram Pothineni
Ram Pothineni (Haiderabad, 15 mei 1988), is een Indiaas acteur die met name in de Telugu filmindustrie actief is.

## Biografie
Pothineni verscheen als eerst in de korte Tamil film Adayaalam (2002). Zijn debuut op het grote doek maakte hij met Devadasu (2006) waarvoor hij de Filmfare Award voor Beste Mannelijke Debuut - Zuid kreeg. Enkele bekende films van hem zijn onder andere Ready (2008), Kandireega (2011), Pandaga Chesko (2015), Nenu Sailaja (2016), Vunnadhi Okate Zindagi (2017), Hello Guru Prema Kosame (2018), iSmart Shankar (2019), en Red (2021).
Hij won op de Zee Cine Awards Telugu de award voor sensationele ster van het jaar voor zijn acteerwerk in iSmart Shankar.
Pothineni is het neefje van filmproducent Sravanthi Ravi Kishore en de neef van acteur Sharwanand.

## Filmografie
| Jaar | Film                      | Rol                  | Opmerking                        |
| ---- | ------------------------- | -------------------- | -------------------------------- |
| 2002 | Adayaalam                 | Naren                | Tamil, korte film                |
| 2006 | Devadasu                  | Devadas              |                                  |
| 2007 | Jagadam                   | Seenu                |                                  |
| 2008 | Ready                     | Chandu/ Danayya      |                                  |
| 2009 | Maska                     | Krishna              |                                  |
| 2009 | Ganesh                    | Ganesh               |                                  |
| 2010 | Rama Rama Krishna Krishna | Rama Krishna         |                                  |
| 2011 | Kandireega                | Srinivas             |                                  |
| 2012 | Endukante... Premanta!    | Krishna/ Ram         |                                  |
| 2013 | Ongole Githa              | Dorababu/ White      |                                  |
| 2013 | Masala                    | Ram/ Rehman          |                                  |
| 2015 | Pandaga Chesko            | Karthik              |                                  |
| 2015 | Rey                       |                      | buitenbeeldse verteller          |
| 2015 | Shivam                    | Shiva/ Ram           |                                  |
| 2016 | Nenu Sailaja              | Hari                 |                                  |
| 2016 | Hyper                     | Surya Murthy         |                                  |
| 2017 | Vunnadhi Okate Zindagi    | Abhiram              |                                  |
| 2018 | Hello Guru Prema Kosame   | Sanju                | ook zanger "Idea Cheppu Friendu" |
| 2019 | iSmart Shankar            | Shankar/ Arun        |                                  |
| 2021 | Red                       | Aditya/ Siddharth    |                                  |
| 2021 | Romantic                  | zichzelf             | gastoptreden                     |
| 2022 | The Warriorr              | agent Dr. Satya      |                                  |
| 2023 | Skanda                    | Bhaskar Raju/ Skanda |                                  |
| 2024 | Double iSmart             | Ustaad Shankar       |                                  |